# كيني سميث (لاعب هوكي الجليد)
كيني سميث هو لاعب هوكي الجليد كندي، ولد في 8 مايو 1924، وتوفي في 23 سبتمبر 2000.

## وصلات خارجية
- كيني سميث على موقع دوري الهوكي الوطني (الإنجليزية)
- كيني سميث على موقع EliteProspects.com (الإنجليزية)
- كيني سميث على موقع HockeyDB.com (الإنجليزية)
- كيني سميث على موقع Hockey-Reference.com (الإنجليزية)